# Завідовиці (Нижньосілезьке воєводство)
Завідовиці (пол. Zawidowice, нім. Sadewitz) — село в Польщі, у гміні Берутув Олесницького повіту Нижньосілезького воєводства.
Населення — 296 осіб (2011).
У 1975-1998 роках село належало до Вроцлавського воєводства.

## Демографія
Демографічна структура станом на 31 березня 2011 року:
|          | Загалом | Допрацездатний вік | Працездатний вік | Постпрацездатний вік |
| -------- | ------- | ------------------ | ---------------- | -------------------- |
| Чоловіки | 139     | 22                 | 108              | 9                    |
| Жінки    | 157     | 33                 | 90               | 34                   |
| Разом    | 296     | 55                 | 198              | 43                   |